# Retro Rádió
A Retro Rádió egy magyarországi országos kereskedelmi rádió. Zenei kínálata az 1960-as évektől egészen a 2010-es évekig terjed, azonban nagyrészt az 1980-as, 1990-es és 2000-es évekbeli slágerek hallhatók. Eredetileg Budapesten, 2017. december 18-án indult a Rádió Q műsorát felváltva, országosan 2018. június 15. óta hallható. A rádió adása az egykori Danubius Rádió és Class FM frekvenciáin hallható.z,,
Korábban Nyíregyházán is működött egy azonos nevű adó a régió piacvezető helyi rádiójaként, ami 2018. március 1-jén átvette a budapesti rádió arculatát és több műsorát. Az országos frekvenciára való költözéssel a Retro Rádió új üzemeltetőhöz került, míg az addig használt két frekvencián más rádióadás szól 2018 nyarától.

## Története

### Körzeti rádióként (2017–2018)
2017 novemberében egy új tulajdonos, a Tranzisztor Kft. beszállt a Rádió Q-ba, leváltva az addigi ügyvezetőt, előkészítve a későbbi átalakulást. A tulajdonos sikeresen megszerezte a nyíregyházi FM 103,9-es frekvencián 2006 óta működött Retro Rádió nevét, ami a város és környéke piacvezető helyi rádiójaként működött. Helyi információkat szolgáltattak, a zenei kínálatban a név ellenére viszonylag friss dalok is megjelentek.
A rádió 2017. december 18-án 14:00-kor kezdte meg adását Budapesten, a 99,5 MHz-en. A rádión új műsorvezetők jelentkeztek, köztük a Rádió 1-ről is ismert Hepi Endre és Hudák Anita, a Petőfi Rádióból is ismert Leirer Tímea, valamint a Sláger FM-ből is ismert Dénes Tamás, Klamancsek Krisztián és Nyerges Izabella. A hírszerkesztői feladatokat többek közt a Danubius Rádióból is ismerős Belyó Barbara, a Sláger Rádióból és a Class FM-ből ismert Ortutay Dóra, valamint a Rádió 1 egyik hírszerkesztője, Bányász Árpád látják el. Zenei kínálatát nézve a Retro Rádió (online) az 1960-as, 1970-es és 1980-as évek legnagyobb retró slágereit játssza, ám nagyon sok régi magyar kedvenc is előfordul, amelyek eddig sehol máshol nem kaptak teret. Mint írták: "a kínálatunkban ugyanúgy megtalálhatók lesznek a legismertebb külföldi dalok, ahogy a legnépszerűbb magyar slágerek, a műsorvezetők pedig vendégül is látják azokat a népszerű, vagy akár méltatlanul háttérbe szorult hazai énekeseket és zenészlegendákat, akik dalaikkal meghatározták az elmúlt évtizedek zenei palettáját."
A budapesti adás indulása után sejteni lehetett a későbbi összevonást: először közös honlapja lett az addigi két külön rádiónak, majd az egykori nyíregyházi adó lecserélte a logóját. A következő hetekben kivezették az 1990-es és 2000-es évek dalait a repertoárból, majd 2018. március 1-jén hangzásában is átalakult a nyíregyházi adás. Közleményükben azonban kiemelték, hogy a helyi hírek mellett a jól megszokott műsorvezetőkkel találkozhatnak továbbra is a hallgatók, azonban a nyíregyházi hallgatókhoz is eljut pár, a pesti stúdióban szerkesztett műsor. Mint mondják, "...a Retro Rádió Nyíregyháza kedvelt adója volt eddig is, és ezután is az marad, sőt, innentől kezdve még magasabb színvonalon tudjuk szórakoztatni a hallgatókat."
2018. március 2-án jelent meg a hír, hogy a nyíregyházi adás tulajdonosát, a Center Rádió Kft.-t felvásárolta a budapesti adást működtető Tranzisztor Kft., ezzel a két adó egy tulajdonoshoz került.

### Országos rádióként (2018-)
A Nemzeti Média- és Hírközlési Hatóság Médiatanácsa 2018. május 23-án kihirdette az országos kereskedelmi rádiós pályázat végeredményét, miszerint a Hold Rádiós és Televíziós Reklám Kft. megkezdheti a sugárzást Pop FM néven. Napokkal később a nyertes cég kérelemmel fordult a Médiatanácshoz, hogy az eredetileg tervezett Pop FM helyett Retro Rádióként sugározhassanak a jövőben. Ezt a testület 2018. június 8-án elfogadta, így a döntés értelmében június 15-től az addig két frekvencián sugárzó Retro Rádióból országos rádió lett, míg a budapesti 99,5 MHz-en Magyar FM (ami 2019. február 24-én szűnt meg), a nyíregyházi 103,9 MHz-en Best FM néven indult rádióadás. A hivatalos közlemény szerint az országos rádióban a budapesti adás műsorvezetőivel találkozhatnak a hallgatók. Ezen kívül angol nyelvű híreket is kínál a rádió, minden nap 04:00-kor, ami jóval hosszabb, mint egy átlagos hírblokk.
2020 júniusától a Retro Nappalt Nyerges Izabella, a Retro Víkendet Leirer Tímea vezeti, míg az éjszakai sávban pedig megszűnt a műsorvezetés. Júliusban elbocsátották a Retro Reggel stábját (akik augusztus végétől 2022-es nyári távozásáig a budapesti Manna FM-en voltak hallhatóak) és bejelentették, hogy a reggeli műsort Bochkor Gábor és Lovász László veszi át. Az új reggeli műsor augusztus 31-én indult el, a címe Bochkor lett. Nem sokkal később Abaházi Csaba is mikrofonhoz került. A budapesti Sláger FM-től (káromkodás miatt) elbocsátott műsorvezető új műsora Abaházi Presszó címmel hallható augusztus 3-tól. A műsorban, amely a Várkonyi Attila vezette Sztársávot váltotta, Abaházi a magyar közélet ikonikus sztárjaival, sportolókkal, valamint kevésbé ismert, de érdekes emberekkel beszélget.
Szeptember 7-én Klamancsek Krisztián a Facebook-oldalán bejelentette, hogy felmondott a rádiónál, mivel nem értett egyet az elmúlt hónapokban történt változásokkal és a vezetőség hozzáállásával. Távozásával a Retro TOP 40 című műsor gyártása megszűnt, de a slágerlista 2020. október 31-ig még hallható volt.
Szeptember 24-én az Abaházi Presszó című műsorban újabb műsorvezető érkezését jelentették be: a Danubius Rádió, a Class FM és a Sláger FM egykori női műsorvezetője, Vágó Piros új, gasztronómia tematikájú műsora október 3-tól szombat délelőttönként hallható adásban, Rádiókonyha címmel. Ezzel párhuzamosan Dévényi Tibor műsora szombat estére került át.  2020. október 4-én elindult Vas Maya új éjszakai műsora, az Éjjeli mesék, amely vasárnaptól csütörtökig 23:00-tól másnap 02:00-ig volt hallható. Az Éjjeli mesék a rádión hallható többi műsorszámtól eltérően V. kategóriájú, azaz 18 éven aluliak számára nem ajánlott besorolást kapott. 2020. november 7-től szombatonként 12:00-18:00 között hallható Jurásek Balázs, az egykori Rock FM egyik férfi műsorvezetője, míg a Klamancsek Krisztián vezette Retro TOP 40-es ismétlés lekerült a rádióról.
2020 őszén a műsorstruktúra frissítése mellett a zenei felhozatal is változott: fokozatosan bevezették az 1990-es és 2000-es évek dalait a repertoárba. A rádió megújulásának utolsó lépéseként az év november 17-én új, modernebb hangzású arculatot kapott, de a hírblokk alatti zene nem változott. A szlogen is megváltozott, az új jelmondat a Minden idők legnagyobb retró slágerei lett, amit Bochkor Gábor kezdeményezett az egyik rádiós nyeremény játék kapcsán.
2021. szeptember végén a rádió programigazgatója Sivák Péter távozott, helyét Tiszttartó Titusz vette át. 2021. december 1-jén elbocsátották Vas Mayát a rádiótól. Így az Éjjeli- és a Testi mesék című műsor 1 év után megszűnt, így 2 hónapon keresztül 23 óra után csak zenék szóltak.
2022. február 14-én újabb nagyobb változás történt a rádióban. A hangzásvilág kivételével megváltozott a műsorrend, a szlogen pedig a "retró" szócskát elhagyva, teljesen egészében az egykori Sláger Rádió szlogenje lett. Visszatért a hétköznapi sávba Vágó Piros, míg Nyerges Izabella az esti kívánságműsorba került át. Az Abaházi Csaba vezette Abaházi Presszó hétköznap esti műsora egy ideig még 4 órásra bővült, majd váratlanul ismét 2 órásra csökkent, viszont a Sztársáv programajánló 1 év után megszűnt. Jurásek Balázs hétvégi műsora már a hétvége mindkét napján hallható (szombaton 12:00-18:00, vasárnap 14:00-18:00 között), míg B. Tóth László vasárnap este 6-tól várja a hallgatókat, a Poptarisznya berkein belül jelentkező slágerlistával.

## Frekvenciák
A Retro Rádió 24 órában, ultrarövidhullámon 18 adótoronyról, 70%-os országos lefedettséggel sugározza műsorait a korábban az egykori Class FM és a Danubius Rádió által használt frekvenciákon.
- Budapest - 103,3 MHz
- Debrecen - 101,1 MHz
- Fehérgyarmat - 102,8 MHz
- Gerecse - 100,0 MHz
- Győr - 101,4 MHz
- Kab-hegy - 100,5 MHz
- Kaposvár - 89,0 MHz
- Kékes - 104,7 MHz
- Komádi - 101,6 MHz
- Miskolc - 98,3 MHz
- Nagykanizsa - 93,6 MHz
- Pécs - 105,5 MHz
- Sopron - 102,0 MHz
- Szeged - 94,9 MHz
- Szekszárd - 98,4 MHz
- Szentes - 95,7 MHz
- Szombathely - 100,5 MHz
- Tokaj - 103,5 MHz
- Vasvár - 101,2 MHz

Korábbi frekvenciák
- Budapest - 99,5 MHz (2017–2018)
- Nyíregyháza - 103,9 MHz (2006–2018)

## Munkatársak

### Műsorvezetők
- Abaházi Csaba – Abaházi Presszó, Vasárnap este
- B. Tóth László – Poptarisznya
- Bochkor Gábor – Bochkor
- Dénes Tamás – Retro Délután
- Dévényi Tibor – Három kívánság
- Jurásek Balázs - Retro Hétvége
- Leirer Tímea – Hétvége Reggel
- Lovász László – Bochkor
- Nyerges Izabella – Retro Kívánságműsor
- Vágó Piros – Retro Napközben, Rádiókonyha
- Várkonyi Attila – Fergeteg Party Mix, Sztársáv
- Háder György – Bochkor
- Héjja Anett – Bochkor

### Korábbi műsorvezetők
- Hepi Endre – Retro Reggel (2017–2020)
- Hudák Anita – Retro Reggel (2017–2020)
- Klamancsek Krisztián – Retro Éjjel, Retro TOP 40, Retro Kívánságműsor (2017–2020)
- Vas Maya – Éjjeli mesék, Testi mesék (2020–2021)

### Hírszerkesztők
- Bányász Árpád
- Belyó Barbara
- Dizseri András
- Fülöp Attila
- Gudovics Éva
- Héjja Anett
- Kovács Péter
- Papp Klaudia
- Simonyi Renáta
- Veress Liza
- Villányi Eszter

Korábbi hírszerkesztők
- Nyíri Dóra (2017–2018)
- Hudák Anita (2017–2020)
- Germán Márton (2018–2021)
- Ortutay Dóra (2018–2021)

### Sport
- Bányász Árpád
- Szujó Zoltán
- Vobeczky Zoltán

### Angol nyelvű hírek
- Szkokán Boglárka
- Bán Éva

## Logók
- A rádió logója az országos adás indulása után ugyanúgy megmaradt, csak az egykori budapesti és nyíregyházi frekvenciát kivették a logóból.